# デジタル・イメージング・テクニシャン
デジタル・イメージング・テクニシャン（英: Digital imaging technician、D.I.T.）とは、映画の撮影現場におけるパートの一つである。
近年普及している、デジタルシネマ・デジタル映画カメラ・デジタル式映画撮影に伴って誕生したパートである。

## 具体的な仕事内容
DITは、デジタルワークで映像管理を行う職業です。近年ではフィルム撮影ではなくデジタル撮影の映画が増えていますが、このようなデジタル映像の撮影から編集まで、すべてに関わるのがDITです。
具体的な仕事内容は、ムービーファイルの作成や映像の色彩構築、オーディオ調整、画像処理など。

## 参考データ
- 「日本映画・テレビ編集協会」HP内該当紹介ページ